# Naenarosculum tricolor
Naenarosculum tricolor là một loài tò vò trong họ Ichneumonidae.